# سوزی جونز
سوزی جونز (به انگلیسی: Suzy Jones) (زادهٔ ۱۲ مهٔ ۱۹۴۸) شناگر اهل ایالات متحده آمریکا است.